# Mbolembo
Mbolembo est un village de l'est du Cameroun situé dans le département de la Kadey. Il se trouve plus précisément dans l'arrondissement de Bombé et dans le quartier de Bombé-ville.

## Population
En 2005, le village de Mbolembo comptait 1 028 habitants dont : 519 hommes et 509 femmes.